# تامی سیمکین
تامی سیمکین (انگلیسی: Tommy Simkin؛ زادهٔ ۸ دسامبر ۲۰۰۴) بازیکن فوتبال است که در حال حاضر برای استوک سیتی در پست دروازه‌بان بازی می‌کند.
وی همچنین در تیم‌های ملی فوتبال زیر ۱۸ سال و زیر ۲۰ سال انگلستان بازی کرده است.

## دوران باشگاهی
سیمکین در آکادمی باشگاه فوتبال استوک سیتی پرورش یافت و در آوریل ۲۰۲۲ قرارداد حرفه‌ای امضا کرد. او در ژوئیه ۲۰۲۲ با قراردادی قرضی یک‌ماهه به باشگاه فوتبال ای‌اف‌سی فایلد در نشنال لیگ شمالی پیوست. در ژوئیه ۲۰۲۳، سیمکین قرارداد بلندمدت جدیدی با استوک امضا کرد و به سولیهال مورس در نشنال لیگ به صورت قرضی برای یک فصل پیوست. او پس از انجام ۱۹ بازی برای سولیهال، در ۱۰ نوامبر ۲۰۲۳ به دلیل مصدومیت دروازه‌بان‌های تیم اصلی، به استوک بازگردانده شد. سیمکین در ۹ دسامبر ۲۰۲۳ نخستین بازی حرفه‌ای خود را برای استوک سیتی در چمپیونشیپ برابر شفیلد ونزدی انجام داد، چرا که جک بونهام به دلیل بیماری در دسترس نبود. در ۱۲ ژانویه ۲۰۲۴، سیمکین با قراردادی قرضی تا پایان فصل ۲۴–۲۰۲۳ به فارست گرین راورز در لیگ دو پیوست. سیمکین تنها یک بازی برای فارست گرین انجام داد که در ۱۳ ژانویه ۲۰۲۴ برابر هروگیت تاون با شکست ۲–۰ همراه بود. او در اوایل فوریه ۲۰۲۴ و پس از جدایی سرمربی تروی دینی، به استوک بازگشت.
سیمکین برای فصل ۲۵–۲۰۲۴ با قراردادی قرضی به والسال، باشگاه زادگاهش، پیوست. در این انتقال، هم‌تیمی‌اش نیتن لو نیز او را همراهی کرد. سیمکین جایگاه خود را به عنوان دروازه‌بان اول والسال تثبیت کرد و با گلزنی‌های مداوم لو، تیم تا ژانویه صدرنشین جدول شد و ۱۵ امتیاز فاصله ایجاد کرد. با این حال، پس از بازگشت لو به استوک، فرم تیم افت کرد و در نهایت در روز پایانی از صعود مستقیم بازماند. آن‌ها پس از شکست دادن چسترفیلد در پلی‌آف، در فینال پلی‌آف لیگ دو ۲۰۲۵ با نتیجه ۱–۰ مغلوب ای‌اف‌سی ویمبلدون شدند.

## دوران ملی
سیمکین پیش‌تر برای زیر ۱۸ سال انگلستان به میدان رفته بود. او در ۲۲ مارس ۲۰۲۴ نخستین بازی خود را برای تیم لیگ برتر نخبگان انگلستان انجام داد و به عنوان بازیکن تعویضی در پیروزی ۵–۱ برابر لهستان در ورزشگاه شهری بیاویستوک به میدان رفت.